# Igreja Ortodoxa Grega de Antioquia
A Igreja Ortodoxa Grega de Antioquia ou Patriarcado Ortodoxo Grego de Antioquia (em grego: Ελληνορθόδοξο Πατριαρχείο Αντιοχείας), legalmente Patriarcado Ortodoxo Grego de Antioquia e Todo o Oriente (em árabe: بطريركية أنطاكية وسائر المشرق للروم الأرثوذكس, romanizado: Baṭriyarkiyya Anṭākiyya wa-Sāʾir al-Mashriq li'l-Rūm al-Urthūdhuks, lit.: Patriarcado de Antioquia e Todo o Oriente para os Rumes Ortodoxos) é uma Igreja ortodoxa autocéfala, parte da comunhão do Cristianismo Ortodoxo. Encabeçada pelo Patriarca Ortodoxo Grego de Antioquia, considera-se a sucessora da Comunidade cristã fundada em Antioquia pelos Apóstolos Pedro e Paulo.
É também um dos cinco patriarcados da antiguidade, chamados de Pentarquia.
Dentro da Comunhão Ortodoxa, ele ocupa o terceiro lugar de precedência.
O título histórico completo do primaz da Igreja de Antioquia é Sua Beatitude Patriarca da Grande Cidade de Deus de Antioquia, Síria, Arábia, Cilícia, Ibéria, Mesopotâmia e Todo o Oriente.[carece de fontes?]

## História

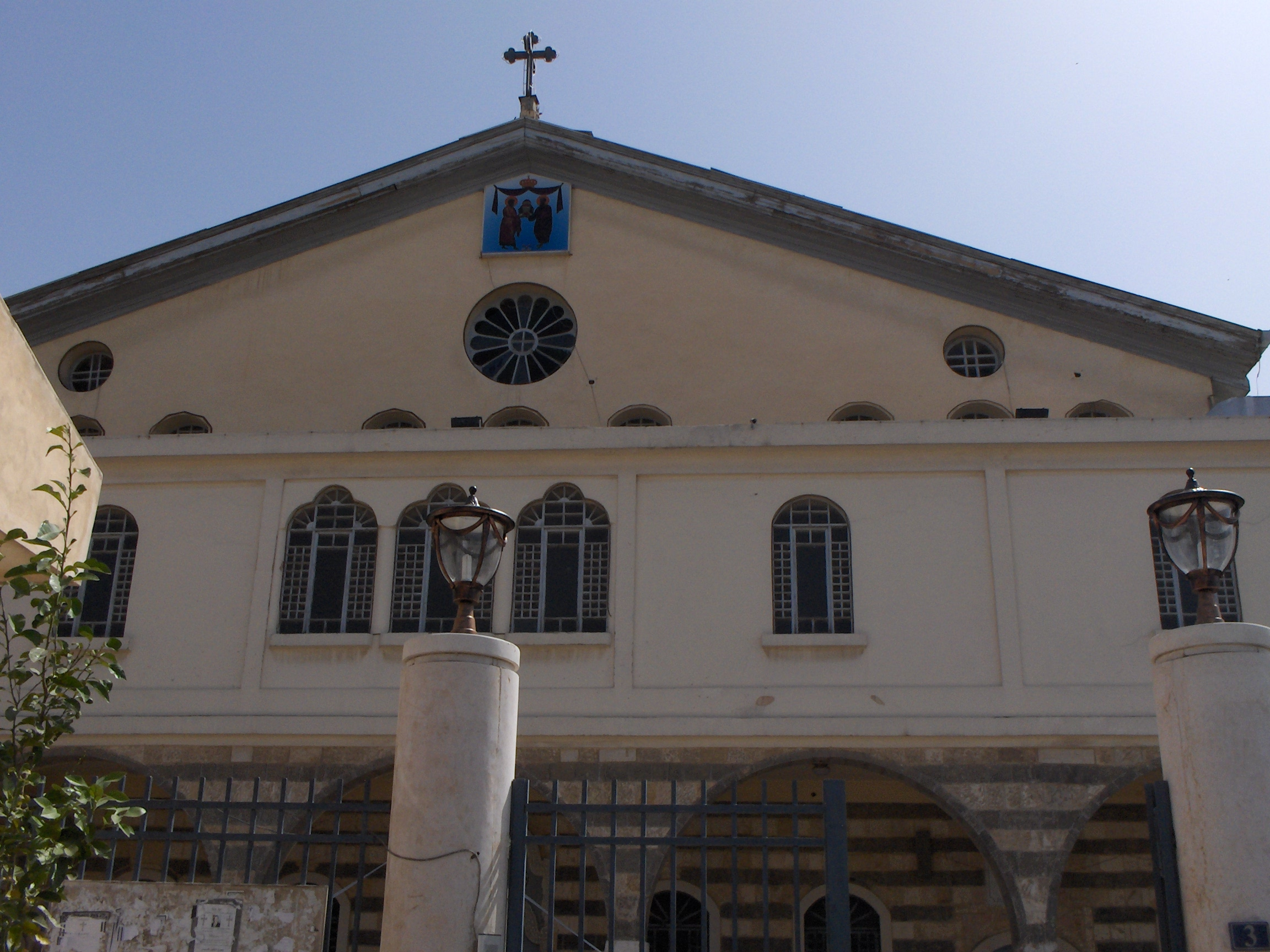
Catedral Mariamita de Damasco, Sede da Igreja de Antioquia.

A Igreja de Antioquia data do período apostólico, a tradição localizando sua fundação no ano de 34, por São Pedro e São Paulo Apóstolo. Extensamente citada nos Atos dos Apóstolos e nas epístolas paulinas, na cidade de Antioquia é descrita por São Lucas, ele mesmo membro da comunidade, a primeira vez em que os discípulos de Cristo foram chamados cristãos. A Igreja se tornou um grande centro da cristandade, com seu patriarca São Serapião de Antioquia, já pelo fim do século II, sendo registrado exercendo poderes fora da Síria (província romana), intervindo em Roso (na Cilícia) e em Edessa (fora do Império Romano).
À medida que o sistema “metropolitano” surgiu nos primeiros séculos da Igreja – com bispos das principais cidades presidindo sínodos de bispos regionais regularmente convocados – Antioquia era uma sé de liderança. O cânon 6 do Primeiro Concílio Ecumênico confirmou a preeminência de longa data de Antioquia, juntamente com a de Roma e Alexandria.
No começo da era cristã, a comunidade de Antioquia sofreu com muita divisão. Após a eleição de São Melécio, cuja posição cristológica se encontra até hoje ambígua, o Patriarcado se dividiu entre seus sucessores seminicenos sem comunhão com Alexandria e Roma, os nicenos estritos seguidores de Eustácio em comunhão com ambas as sés, os arianistas apoiados pelo Imperador Valente e os seguidores de Apolinário de Laodiceia. Pouco depois a reunificação destes grupos em conflito, seguiu-se uma alternância entre patriarcas diofisistas (que seriam apoiados pelo Concílio de Calcedônia em 451) e miafisistas. A disputa se agravou depois da escolha do influente miafisista Severo de Antioquia pelo Imperador Anastácio I Dicoro em 512. Seis anos depois, Justino I assumiu o império, depôs Severo e elegeu Paulo. Severo, no entanto, liderou um cisma, dando origem à Igreja Ortodoxa Síria, enquanto os sucessores de Paulo permaneceriam como a Igreja Ortodoxa Grega de Antioquia.
Durante o reinado de Justiniano, a importância da Sé de Antioquia foi relevada com a inclusão dela na Pentarquia, estrutura de governo da Igreja Cristã que perdura até o Grande Cisma de 1054, quando Antioquia, junto às outras sés orientais, separa-se de Roma. Em 1386, como consequência da invasão de Antioquia, hoje Antáquia, na Turquia, pelo Império Otomano em 1268, a Sé se mudou para Damasco, na Síria, onde permanece até hoje.

## Administração e Estrutura

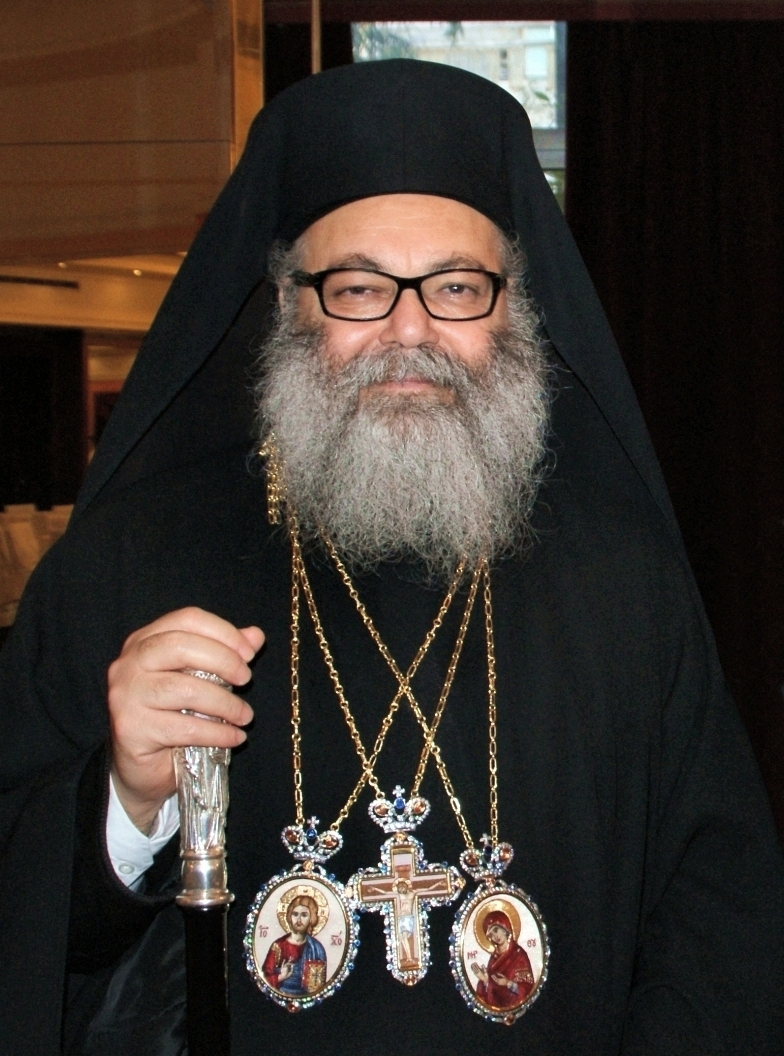
Patriarca João X de Antioquia

### O Patriarca
O Patriarca é eleito pelo Santo Sínodo entre os metropolitas que o compõem. O Patriarca preside o Santo Sínodo e executa suas decisões. Ele também atua como Metropolita da Arquidiocese de Antioquia e Damasco.
O atual Patriarca, João X (Iazigi), foi eleito em 17 de dezembro de 2012, sucedendo ao Metropolita Saba Esber, eleito lugar-tenente em 7 de dezembro de 2012, após a morte de Inácio IV (Hazim).

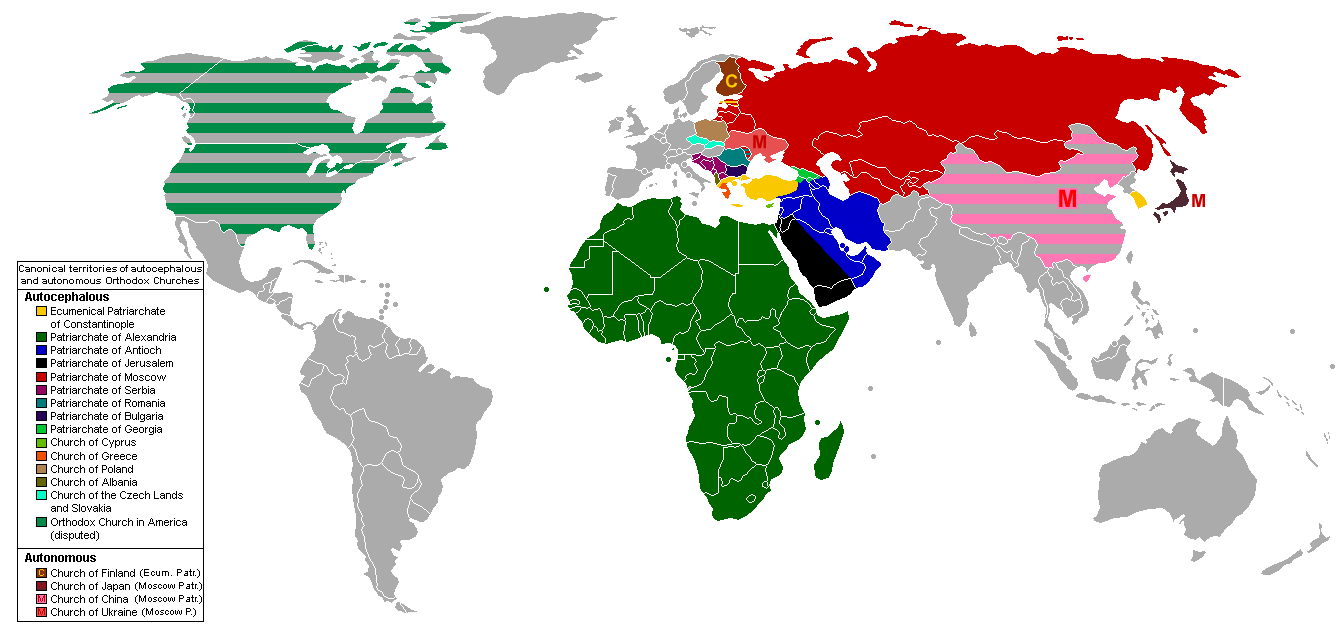
Territórios canônicos das Igrejas Ortodoxas.

### Arquidioceses e Metropolitas
Existem atualmente 22 arquidioceses, cada uma chefiada por um metropolita.

## Igrejas filhas
- Igreja de Chipre: Autocefalia concedida pela Igreja de Antioquia em 431 d.C.
- Igreja da Geórgia: Autocefalia concedida pela Igreja de Antioquia em 486 d.C.
- Igreja de Imerícia e Abecásia: Concedida autocefalia pela Igreja de Antioquia na década de 1470, mas suprimida pelo Império Russo em 1814 e continuou a ser uma dependência da Igreja da Rússia até 1917, quando foi reunida com a Igreja da Geórgia.
- Igreja de Jerusalém: Originalmente Bispado de Aelia Capitolina da Metrópole de Cesareia da Palestina, ganhou a dignidade de Patriarcado em 451 d.C. no Concílio de Calcedônia com território esculpido do Patriarcado de Antioquia.[10]
- Igreja de Constantinopla: Concedida a autocefalia em 381 d.C. no Concílio de Constantinopla e ganhou a dignidade de Patriarcado em 451 d.C. no Concílio de Calcedônia.[11][12]

## No Brasil

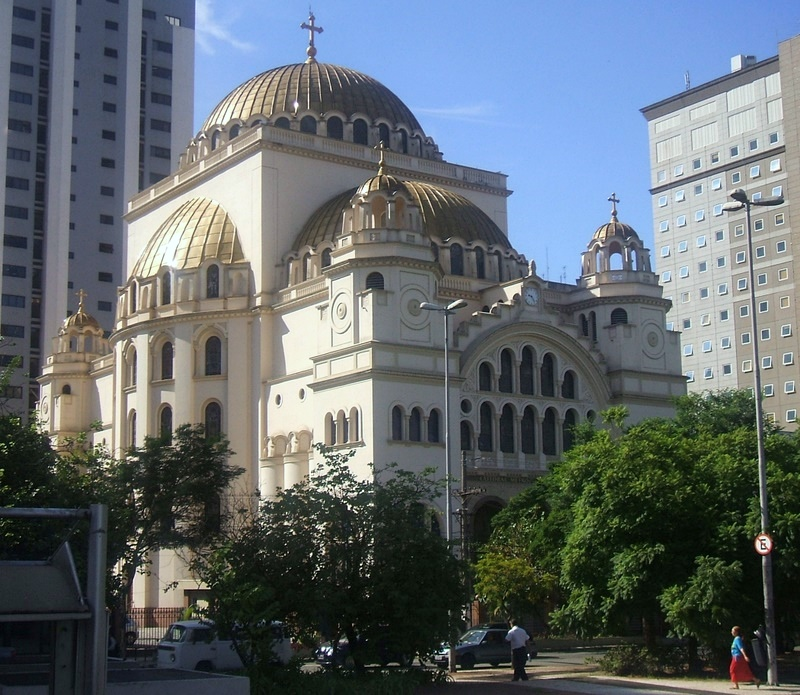
Catedral Metropolitana Ortodoxa de São Paulo em São Paulo.

O Brasil tem seu próprio Metropolita ortodoxo antioquino, Dom Damaskinos Mansour, nascido em Damasco, na Síria. A Arquidiocese Ortodoxa Antioquina de São Paulo e Todo o Brasil é sediada na Catedral Metropolitana Ortodoxa de São Paulo, localizada na cidade de São Paulo, possui também paróquias espalhadas pelo resto do estado, bem como por Goiás, Paraná, Minas Gerais, Pernambuco e o Distrito Federal. Há um Vicariato Patriarcal no Rio de Janeiro, isto é, uma comunidade ligada diretamente ao Patriarca, não sujeita à arquidiocese brasileira.
A primeira liturgia ortodoxa na América do Sul foi celebrada em São Paulo pelo Padre Mussa Abi Haidar com fiéis antioquinos de origem síria e libanesa em salão devidamente adaptado em 1897. Deste grupo viriam a primeira igreja ortodoxa no subcontinente, a Igreja da Anunciação à Mãe de Deus, localizada no centro histórico da cidade de São Paulo e atualmente fechada após ter sido atingida por um incêndio em julho de 2022. Sete anos mais tarde, e, em 1922, um bispo para o Brasil, o Bispo Michael Chehade. Em 1958, Dom Ignatios Ferzli assumiria o posto de Metropolita do Brasil, que manteria até sua morte em 1997, quando é ordenado Dom Mansour.

## Patriarcas
- Anexo:Lista de patriarcas de Antioquia - lista até o cisma (1054 d.C.).
- Anexo:Lista dos patriarcas ortodoxos gregos de Antioquia - do cisma até hoje.